# کلش (آبجو)
کُلْش (Kölsch) (تلفظ آلمانی: [kœlʃ]) نوعی از آبجو است که ریشهٔ آن به شهر کلن در آلمان بازمی‌گردد. این آبجو دارای گرانش اصلی بین ۱۱ و ۱۴ است و از نظر ظاهری، روشن و شفاف و به رنگ زرد ملایم است.
از سال ۱۹۹۷، اصطلاح «کلش» به عنوان یک نشان جغرافیایی محافظت‌شده (PGI) در اتحادیهٔ اروپا ثبت شده است. این نشان برای آبجویی است که در شعاع ۵۰ کیلومتری (۳۱ مایلی) از شهر کلن و طبق «کنوانسیون کلش» که توسط اعضای انجمن آبجوسازان کلن (Kölner Brauerei-Verband) تعریف شده، ساخته می‌شود. کلش یکی از دقیق‌ترین گونه‌های آبجو در آلمان است: طبق کنوانسیون، کلش آبجویی کم‌رنگ، به شدت تخمیر شده، پر از طعم هپ (گیاه رازک)، شفاف (یعنی تصفیه‌شده است و کدر نیست) و از نوع تخمیر از بالا است و باید مطابق با راینهایتزگبت ساخته شود.
کلش با مخمر تخمیر از بالا در دمای گرم تخمیر شده و سپس در دماهای سرد، مانند یک لاگر آماده می‌شود. این فرایند مشابه با روش تخمیر آلت‌بیر دوسلدورف است.

## تاریخچه

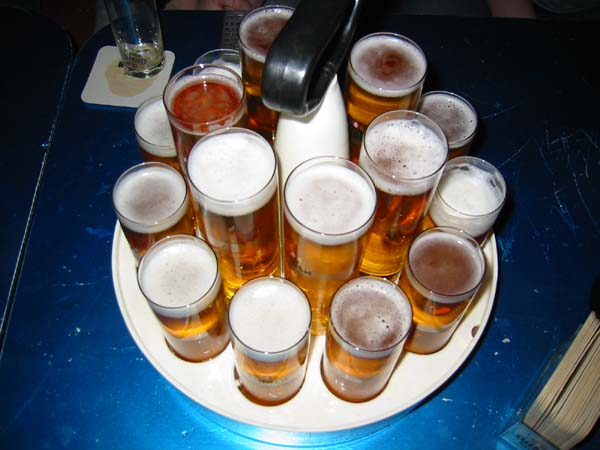
Kranz (حلقه) از کلش

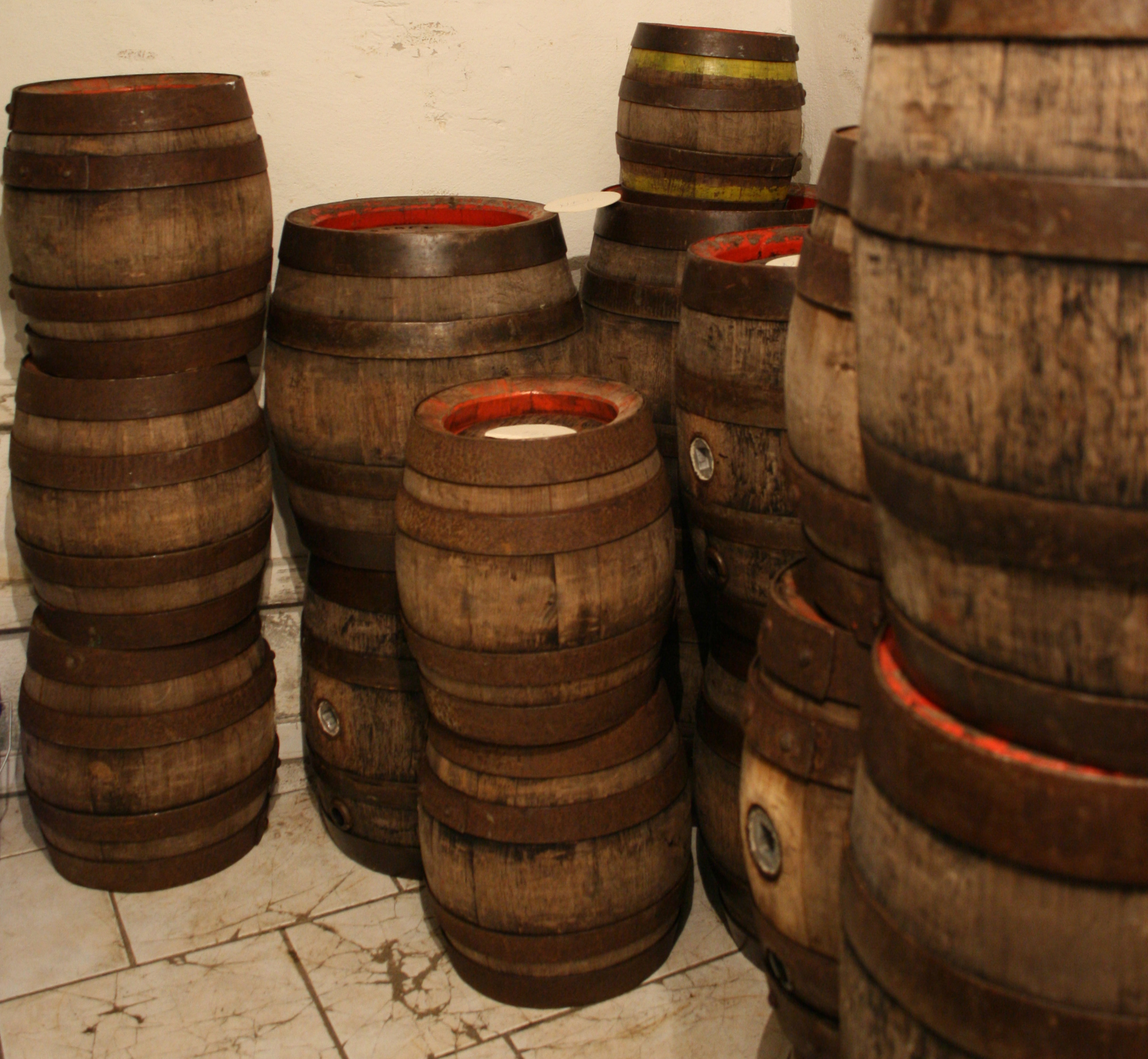
بشکه‌های ۱۰ لیتری کلش، که "Pittermännchen" نامیده می‌شوند

آبجوی تخمیر از پایین در اوایل قرن هفدهم در منطقهٔ کلن ظاهر شد و محبوبیت آن باعث تهدید منافع تجاری آبجوسازان کلن شد که تنها آبجوی تخمیر از بالا تولید می‌کردند. در پاسخ، شورای شهر کلن در سال ۱۶۰۳ آبجوسازان جوان را مجبور کرد تا سوگند یاد کنند «که شما آبجوی خود را، مانند گذشته، از مالت خوب، غلات خوب و رازک خوب تهیه کرده، به خوبی بجوشانید و با مخمر تخمیر از بالا آن را تهیه کنید و به هیچ وجه از مخمر تخمیر پایین استفاده نکنید.» در سال‌های ۱۶۷۶ و ۱۶۹۸، شورا دوباره تلاش کرد تا آبجوی تخمیر پایین را با ممنوعیت فروش آن در دیوارهای شهر محدود کند. با این حال، تا سال ۱۷۵۰، آبجوسازان کلن با استفاده از فرایند تخمیر ترکیبی رقابت می‌کردند، ابتدا آبجوی خود را با مخمر تخمیر بالا می‌ساختند اما سپس آن را در سرداب‌های سرد مانند آبجوی تخمیر پایین کهنه می‌کردند.
این نوع آبجو برای اولین بار در سال ۱۹۱۸ به نام کلش شناخته شد تا آبجویی را توصیف کند که از سال ۱۹۰۶ توسط کارخانهٔ آبجوسازی سونر تولید شده بود، که از نوع مشابه اما کدرتر ویس (به آلمانی: Wieß) (به معنی «سفید» در لهجهٔ کلنی) توسعه یافته بود. تا شروع جنگ جهانی دوم، کلن بیش از چهل کارخانهٔ آبجوسازی داشت که تا پایان جنگ تنها دو مورد از آنها باقی مانده بودند.
در سال ۱۹۴۶، بسیاری از کارخانه‌های آبجوسازی دوباره خود را احیا کردند. در دهه‌های ۱۹۴۰ و ۱۹۵۰، کلش هنوز نمی‌توانست فروش آبجوی تخمیر پایین را مطابقت دهد، اما در دههٔ ۱۹۶۰ این سبک شروع به افزایش محبوبیت در بازار آبجوی کلن کرد. از تولید تنها ۵۰۰٬۰۰۰ هکتالیتر (۴۳۰٬۰۰۰ بشکه شراب آمریکایی) در سال ۱۹۶۰، تولید آبجوی کلن در سال ۱۹۸۰ به ۳٫۷ میلیون هکتالیتر (۳٫۲ میلیون بشکه شراب آمریکایی) رسید. در قرن ۲۱، افزایش قیمت‌ها و تغییر عادات نوشیدن باعث مشکلات اقتصادی برای بسیاری از بارهای سنتی (کلش‌کنایپن (به آلمانی: Kölschkneipe)) و کارخانه‌های آبجوسازی کوچک شد و تا سال ۲۰۰۵ تولید به ۲٫۴ میلیون هکتالیتر (۲٫۰ میلیون بشکه شراب آمریکایی) کاهش یافت.
در سال ۱۹۸۶، ۲۴ آبجوساز از کلن و اطراف آن بر سر کنوانسیون کلش توافق کردند که فرایند ساخت آبجو را که باید استفاده شود تعیین کرده و استفاده از کلش را به کارخانه‌های آبجوسازی در کلن، و خارج از شهر، که قبل از اجرای کنوانسیون نام کلش را به عنوان یک دارایی ارزشمند به دست آورده بودند، محدود کرد.
| آبجوساز                                | مکان                   | برند       |
| -------------------------------------- | ---------------------- | ---------- |
| Altstadt-Bräu Johann Sion              | کلن                    | Sion       |
| Bergische-Löwen-Brauerei               | کلن                    | Gilden     |
| Brauerei Gebr. Päffgen                 | کلن                    | Päffgen    |
| Brauerei Gebr. Sünner                  | کلن                    | Sünner     |
| Brauerei Peter Schopen                 | بدبورگ                 | Severins   |
| Brauerei Robert Metzmacher             | فرشن                   | Rats       |
| Brauerei Zur Malzmühle                 | کلن                    | Mühlen     |
| Brauhaus zur Garde                     | دورماگن                | Garde      |
| Cölner Hofbräu P. Jos. Früh            | کلن                    | Früh       |
| Dom-Brauerei                           | کلن                    | Dom        |
| Erzquell Brauerei Bielstein Haas & Co. | ویل (نوردراین-وستفالن) | Zunft      |
| Friedrich Giesler'sche Brauerei        | برول                   | Giesler    |
| Ganser Brauerei                        | لورکوزن                | Ganser     |
| Hubertus-Brauerei                      | کلن                    | Gereons    |
| Küppers-Kölsch                         | کلن                    | Küppers    |
| Kurfürsten-Bräu                        | بن                     | Kurfürsten |
| Monheimer Brauerei Peters & Bambeck    | منهایم                 | Peters     |
| Privatbrauerei Gaffel Becker & Co.     | کلن                    | Gaffel     |
| Privat-Brauerei Heinrich Reißdorf      | کلن                    | Reissdorf  |
| Privat-Brauerei Sester                 | کلن                    | Sester     |
| Rheinische Bürger-Brauerei             | کلن                    | Bürger     |
| Richmodis-Bräu                         | کلن                    | Richmodis  |
| Römer-Brauerei J. Roleff               | ثور                    | Römer      |
| Sieg-Rheinische Germania Brauerei      | هرسل                   | Germania   |

فقط دو کارخانهٔ آبجوسازی مطابق با کنوانسیون کلش آبجو تولید می‌کنند: Hellers از کلن (افتتاح‌شده در ۱۹۹۱) و Bischoff-Brauerei از بروهل (افتتاح شده در ۱۹۶۱، بازگشایی در ۲۰۰۱). اکثر برندهای موجود در لیست همچنان در دسترس هستند، زیرا یک کارخانهٔ آبجوسازی دیگر برند را به دست آورده است.
بسیاری از کارخانه‌های آبجوسازی در سال‌های پس از آن تعطیل شدند. تنها شش مورد از کارخانه‌های لیست‌شده همچنان فعال هستند: فروه، گافل، ریسدورف، ارزکوئل، پفگن و مالموله - پس از اعلام مالموله که در سال ۲۰۲۲ سونر را به دست خواهد آورد. برندهای مشهوری مانند دوم، کوپرز و سیون اکنون متعلق به گروه رادبرگر هستند که دیگر در کلن کارخانه آبجوسازی ندارند. آن‌ها به صورت قراردادی در فروه تولید می‌شوند تا همچنان بتوانند کلش نامیده شوند.
در سال ۱۹۹۷، کلش به عنوان یک محصول با نشان جغرافیایی محافظت‌شده (PGI) تبدیل شد، که این حفاظت را به کل اتحادیهٔ اروپا گسترش داد.
صادرات کلش به ایالات متحدهٔ آمریکا، روسیه، کرهٔ جنوبی، چین و برزیل در حال افزایش است. کلش صادرشده نیازی به رعایت دقیق قانون موقتی آبجوی آلمان، اجرای فعلی راینهایتزگبت، ندارد.